# Naltrexona
Naltrexona (nomes comerciais: Revia, Uninaltrex, entre outros) é um fármaco análogo sintético da oximorfona, utilizado pela medicina como antagonista opióide, dependência do alcoolismo, e em uso off label na compulsão alimentar.

## Indicações
É indicada no tratamento do alcoolismo.
Tem sido utilizada, em doses muito baixas inferiores 4 mg (geralmente 3,5mg ou 4mg diariamente pela manhã ou a antes de dormir), como tratamento para doenças autoimunes (como miastenia gravis, esclerose múltipla, lúpus).[carece de fontes?]

## Formas de apresentação
Naltrexona é o nome genérico do medicamento e seu INN, USAN, BAN, DCF e DCIT, enquanto o cloridrato de naltrexona é seu USP e BANM.
Também é comercializado em combinação com bupropiona (naltrexona/bupropiona, nome comercial: Contrave) e foi comercializado com morfina (morfina/naltrexona) como Embeda. Uma combinação de naltrexona com buprenorfina (buprenorfina/naltrexona) foi desenvolvida, mas não foi comercializada.